# Luis Palacios Bañuelos
Luis Palacios Bañuelos (Burgos, 1944) es un historiador español, especialista en la época contemporánea. Ha sido catedrático de Historia Contemporánea en la Universidad de Córdoba y posteriormente en la Universidad Rey Juan Carlos de Madrid, donde ha dirigido el Instituto Universitario de Humanidades. Es académico de la Real Academia de la Historia desde 1989.

## Biografía
Nacido en Burgos, entre 1964 y 1969 realizó sus estudios universitarios en la Universidad Complutense de Madrid. En esos años tienen lugar sus repetidas estancias en Francia, especialmente la del curso 1967-68 en el Lycée Jean Giraudoux de Châteauroux. En la Universidad entró en contacto con el catedrático de Historia Contemporánea Vicente Palacio Atard, colaborando como becario en sus Cuadernos bibliográficos de la Guerra Española. Atard le dirigió la tesis de licenciatura (sobre las Elecciones en el Burgos de la II República y el Partido Nacionalista Español del doctor Albiñana) y la tesis doctoral, que en un principio iba a versar sobre “El comisariado político en la Guerra de España”, pero que acabó tratando sobre las Cajas de Ahorros y los Montes de Piedad. La defendió en la Universidad Complutense en enero de 1976 ante un tribunal, presidido por Rumeu de Armas e integrado por Palacio Atard, José María Jover, Ricardo de la Cierva y Javier Tusell.
En 1973 fue contratado como profesor y se le nombra secretario general del nuevo Colegio Universitario, adscrito a la Universidad Complutense, germen de la futura Universidad de Castilla-La Mancha. Con ocasión de celebrarse en 1977 el centenario del pedagogo institucionista José Castillejo el Colegio Universitario le dedicó un ciclo de conferencias. Fue el punto de arranque del interés de Palacios por este personaje y la Institución Libre de Enseñanza, a quienes ha dedicado diversas publicaciones que le han convertido en uno de sus especialistas cualificados. El 1 de diciembre de 1978, el Monte de Piedad y Caja de Ahorros de Córdoba, tras un concurso público, le contrata para planificar y dirigir su Obra Social y Cultural, actividad que desarrolló hasta 1991, simultaneándola con su vida universitaria —será sucesivamente PNN, profesor contratado, adjunto, titular y catedrático de Historia Contemporánea— en la Universidad de Córdoba.
En 1997 se incorpora a la recién creada Universidad Rey Juan Carlos de Madrid para poner en marcha y coordinar las Humanidades, y un año más tarde obtiene por oposición la cátedra de Historia Contemporánea, convirtiéndose en el primer catedrático de esta Universidad. En esta universidad ha sido, además, director del Instituto de Humanidades hasta 2015, donde llevó a cabo una importante labor de investigación, estudio y difusión de las Humanidades, y ha seguido vinculado a la Institución como Presidente de Honor. El 17 de septiembre de 2017, con motivo de la celebración del referéndum de independencia de Cataluña, firmó juntó a más de 700 profesores un manifiesto en defensa de la democracia española y de la convivencia interna entre los ciudadanos de Cataluña y de toda España.
Desde 2002 dirige La Albolafia: Revista de Humanidades y Cultura, publicación digital científica de periodicidad cuatrimestral. Al consejo asesor de la revista pertenecen especialistas como Stanley G. Payne, Fernando Suárez Bilbao o José Manuel Cuenca Toribio, entre otros. Asimismo, desde marzo de 2019 dirige un centro de documentación en el Museo Local del Aceite de la localidad manchega de Moral de Calatrava.

## Publicaciones

### Historia de España
- San Juan de la Cruz en el grabado (coautor), Bilbao, 1991, 153 págs. ISBN 84-87245-11-0

- Historia Viva. Apuntes desde el Presente. 314 págs. Universidad de Córdoba, 1993. ISBN 84-7801-188-9

- “Las nuevas colonizaciones en la etapa franquista”, Córdoba, 1994, págs. 109-121, ISBN 84-87826-48-2

- Democracia y europeísmo (coautor). v. XV de la Historia de España del Instituto Gallach, Barcelona, 1994. ISBN 84-7764-701-1

- La Comunidad de Castilla y León: vida política y vida económica (1975 a nuestros días). Tomo XI de la Historia de Castilla y León. Ed. Páramo, Madrid, 1996, 424 págs. ISBN 84-87253-17-2

- La Comunidad de Castilla y León: desarrollo autonómico, sociedad y cultura. Tomo XII de la Historia de Castilla y León, Ed. Páramo, Madrid, 1996, 452 págs. ISBN 84-87253-00-8

- “Las autonomías en la realidad histórica y política de España”, en DROMI, R. HY Saenz, J. (Coord.): La Constitución Argentina de nuestro tiempo, Ed. Ciudad Argentina, Buenos Aires, 1996, págs. 351-391. ISBN 950-9385-66-2

- Memoria de una época. La Guerra Civil española (1936-1939) del Club Internacional del Libro, Tudela-Barcelona, Edilibro, 1996, 7 volúmenes. ISBN 84-409-0324-3

- Reflexiones sobre la España de fin de siglo, Madrid, Centro de Estudios Ramón Areces, 2001, 478 págs. ISBN 84-8004-455-1

- Para acercarnos a una Historia del Franquismo (coautor), Madrid, Ediciones Académicas, 2001.

- Historia de España desde la peseta hasta el euro, Club Internacional del Libro, Madrid, 2001, 312 págs. ISBN 84-407-0770-3

- El reinado de Juan Carlos I. Balance a los veinticinco años (coord.), Instituto de Humanidades de la Universidad Rey Juan Carlos, Madrid, 2002. ISBN 84-88284-10-1

- Historia de la Peseta en Papel Moneda, 70 págs. Madrid, SA de Promoción y Ediciones, 2002. ISBN 84-407-0863-7

- España, del liberalismo a la democracia. Madrid, Dilex, 2004. 687 págs. ISBN 84-88910-51-7[13]

- La España de las autonomías (3 Vols.). Madrid, Club Internacional del Libro, 2004.

- La España plural, Madrid, Editorial Universitas, 2005. 377 págs. ISBN 84-7991-177-8

- Trafalgar, la derrota gloriosa, Zaragoza, Fundación 2008, 2006. 288 págs. ISBN 84-609-8762-0

- Seis escenarios de la Historia, Madrid, Dykinson, 2007, 474 págs. ISBN 978-84-9849-123-4

- Director de Historia de España, Club Internacional del Libro, Madrid, 2008. ISBN 978-84-407-1810-5. De los 30 volúmenes de la colección es autor de los siguientes volúmenes:

—La Segunda República, prólogo de Stanley G. Payne, v. XVIII, 245 págs. ISBN 978-84-407-1828-0
—La guerra civil (I), v. XIX, 288 págs. ISBN 978-84-407-1829-7
—La guerra civil (II), v. XX, 288 págs. ISBN 978-84-407-1830-3
—El Franquismo y la España de la posguerra, prólogo de Stanley G. Payne, v. XXI, 288 págs. ISBN 978-84-407-1831-0
—España en los años cincuenta, v. XXII, 256 págs. ISBN 978-84-407-1832-7
—Los felices sesenta y el ocaso del Régimen, v. XXIII, 224 págs. ISBN 978-84-407-1833-4
—La Transición, prólogo de Vicente Palacio Atard, v. XXIV, 240 págs. ISBN 978-84-407-1834-1
—El reinado de Juan Carlos I, v. XXV, 224 págs. ISBN 978-84-407-1835-8
—La España de las Autonomías I, v. XXVI, 248 págs. ISBN 978-84-407-1836-5
—La España de las Autonomías II, v. XXVII, 256 págs. ISBN 978-84-407-1837-2
—Personajes que han hecho historia, v. XXX, 285 págs. ISBN 978-84-407-1840-2
- Historia del franquismo. España, 1936-1975, prólogo de Stanley G. Payne, Córdoba, Almuzara, 2020.[14]

### Institución libre de enseñanza
- José Castillejo, última etapa de la Institución Libre de Enseñanza, Madrid, Ed. Narcea, 1979. 237 págs. ISBN 84-277-0365-1

- Instituto-Escuela. Historia de una renovación educativa, Madrid, Ministerio de Educación, 1988, 318 págs. ISBN 84-369-1450-3

- Castillejo, educador, Ciudad Real, Diputación Provincial, 1980, 147 págs. ISBN 84-505-3285-X

- “Encuentros con José Castillejo” en La Tribuna de “El Sitio”. 125 años de expresión libre en Bilbao (1875-2000), Sociedad El Sitio, Bilbao, 2001, págs. 645-669. ISBN 84-86064-06-6

- Ramón Carande, un personaje raro, Universidad de Córdoba/Universidad Rey Juan Carlos, 2006, 207 págs. ISBN 978-84-7801-881-9

- “José Castillejo, motor de las reformas de la JAE”, en Enrique Aguilar Gavilán (coord.), La Universidad de Córdoba en el Centenario de la Junta para Ampliación de Estudios

### Andalucía
- Sindicatos Agrarios y Círculos Católicos de Obreros, Córdoba, Instituto de Hª de Andalucía, 1980 (2ª ed. 1981). ISBN 84-600-1671-4

- “La Segunda República en Córdoba” en VVAA: Córdoba. Apuntes para su historia, Córdoba, 1981, págs. 195-213. ISBN 84-7231-617-3

- “Cuestión agraria, agitaciones campesinas y regionalismo político” en Cuadernos de trabajo de Historia de Andalucía, V. Hª Contemporánea, Sevilla, 1982, págs. VIII + 18. DL SE-433.1982

- Historia de Córdoba contemporánea, vol. 4 de Historia de Andalucía, Editorial Gever, Sevilla, 1985.

- “Sindicalismo y acción social en Cañete de las Torres. Notas para su historia contemporánea” en Cañete de las Torres. Visión histórica de un pueblo andaluz, Cañete de las Torres, 1987, págs. 153-172. ISBN 84-505-5265-6

- Historia de Córdoba. Etapa contemporánea, Córdoba, Cajasur, 1990. 569 págs. ISBN 84-505-9696-3

- Andalucía y Córdoba: secuencias de su historia, Diputación Provincial, Córdoba, 1991, 204 págs. ISBN 84-87034-64-0

- Historia del Real Centro Filarmónico de Córdoba “Eduardo Lucena”. Música, sociabilidad y cultura popular, Córdoba, 1994. 282 págs. ISBN 84-88218-35-4

- A la luz… de Córdoba, Ayuntamiento de Córdoba, 1994, 48 págs. ISBN 84-606-1915-X

- Córdoba y lo cordobés. Señas de identidad, Córdoba, Almuzara, 2005. 302 págs. ISBN 84-96416-13-5

### Cajas de Ahorro
- Las Cajas de Ahorros en la Andalucía del siglo XIX, prólogo de Vicente Palacio Atard, Madrid, FIES, 1977, 366 págs. ISBN 84-7231-322-0

- VV.AA.: Historia de una institución ferrolana: la Caja General de Ahorros y Monte de Piedad de Ferrol (1902-1977), Caja de Ferrol, 1977, 227 págs. ISBN 84-7231-354-9

- Sociedad y economía andaluzas en el siglo XIX: Montes de Piedad y Cajas de Ahorros, t. I, 362 págs. y t. II, 342 págs., Córdoba, 1977 (2ª ed., 1982). ISBN 84-500-2358-0 y 84-500-2359-9

- Historia del Montes de piedad y cajas de ahorros de Córdoba (1864-1978), (coord. y coautor), Córdoba, 1978, 850 págs. ISBN 84-7231-511-8

- VV.AA.: La Caja de Ahorros y Monte de Piedad de Valencia. Su historia y su obra, 1878-1978, Caja de Ahorros de Valencia, 1979, 630 págs. ISBN 84-500-3456-6

- La obra social y cultural del Monte de Piedad y Caja de Ahorros de Córdoba, Córdoba, 1985.

- La obra social de las Cajas de Ahorros, Madrid, CECA, 1988.

- Las Cajas de Ahorros y el futuro desde su historia, prólogo de Juan Velarde Fuertes, 114 págs. Córdoba, Ideor, 1996. ISBN 84-88284-00-4

### Historia universal contemporánea y mundo actual. Otros ámbitos
- Historia Universal, siglo XIX, vol. VIII de la Historia Universal del Instituto Gallach, Barcelona, Ed. Océano, 1991, 660 págs. ISBN 84-7764-528-0

- Manual de Historia Contemporánea Universal, t. I (1789-1919), Madrid, Dilex, 2003, 513 págs. 2ª ed. 2006. ISBN 84-88910-48-7

- Manual de Historia contemporánea Universal, t. II (1920-2005), Madrid, Dilex, 2006, 688 págs. ISBN 84-88910-71-1

- Historia del mundo contemporáneo, vol. XXI de la Gran Historia Universal del Club Internacional del Libro, Madrid, 2007, 301 págs. ISBN 84-407-1652-7 (Publicado también en portugués)

- Historia del Mundo Actual, vol. XXII de la Gran Historia Universal del Club Internacional del Libro, Madrid, 2007, 304 págs. ISBN 84-407-1647-8 (Publicado también en portugués).

- Textos básicos de la Historia del mundo contemporáneo (1679-2008) (coautor), Madrid, Ed. Universitas, 2008, 610 págs. ISBN 978-84-7991-239-0

- China. Historia, pensamiento, arte y cultura, en colaboración con Raúl Ramírez Ruiz, Córdoba, Almuzara, 2010, 443 págs.[15]